# 里奇馬克 (加利福尼亞州)
里奇馬克（英語：Ridgemark）是位於美國加利福尼亞州聖貝尼托縣的一個人口普查指定地區。

## 地理
里奇馬克的座標為36°48′37″N 121°21′46″W / 36.81028°N 121.36278°W，而該地最高點為海拔高度149米（即489英尺）。

## 人口
根據2010年美國人口普查的數據，里奇馬克的面積為6.656平方千米，均為陸地。當地共有人口3016人，而人口密度為每平方千米453人。